# Decade In The Sun: The Best Of Stereophonics
Decade In The Sun: The Best Of Stereophonics es el primer álbum recopilatorio de la banda galesa de rock alternativo Stereophonics. Contiene un CD con veinte canciones en edición normal y dos CD con cuarenta canciones en edición de lujo. Tiene canciones de todos los discos del grupo, así como tres sencillos, y dos canciones nuevas: «You're My Star» y «My Own Worst Enemy»; las dos nuevas canciones fueron lanzadas como sencillo.
El primer sencillo del disco fue «Same Size Feet» con un videoclip filmado en los 90. Se lanzó de manera simultánea en Internet.
En la página oficial de la banda confirmaron los nombres de las canciones que venían en el CD y dieron a conocer segundos de cada pista.
El segundo sencillo, «You're My Star» fue lanzado y llegó al número 2. El videoclip fue filmado en un zoológico.

## Lista de canciones

### CD 1
1. A Thousand Trees
2. Carrot Cake And Wine
3. More Life In A Tramp's Vest
4. Raymond's Shop
5. Local Boy In The Photograph
6. Traffic
7. Not Up To You
8. Same Size Feet
9. Billy Davey's Daughter
10. The Bartender And The Thief
11. Hurry Up And Wait
12. Pick A Part That's New
13. Just Looking
14. I Wouldn't Believe Your Radio
15. She Takes Her Clothes Off
16. I Stopped To Fill My Car Up
17. Mama Told Me Not To Come
18. Vegas Two Times
19. Mr. Writer
20. Step On My Old Size Nines

### CD 2
1. Have A Nice Day
2. Handbags And Gladrags
3. Maybe Tomorrow
4. Madame Helga
5. Getaway
6. Climbing The Wall
7. I'm Alright
8. Since I Told You It's Over
9. Moviestar
10. First Time Ever I Saw Your Face
11. Superman
12. Devil
13. Dakota
14. Rewind
15. It Means Nothing
16. Black Holiday Monday
17. Stone
18. My Friends
19. You're My Star
20. My Own Worst Enemy

### Otras canciones
1. Forever